# Список лиц, лишённых звания Героя Советского Союза

Список лиц, лишённых звания Героя Советского Союза, состоит из следующих разделов.
В первом разделе в алфавитном порядке перечислены все лица (всего 72 человека), которые были на законных основаниях, за совершение подвигов и другие выдающиеся заслуги перед государством, по представлению удостоены звания Героя Советского Союза, но впоследствии, по различным причинам (большинство — за совершение преступлений), лишены звания.
Вторая часть списка содержит информацию о лицах (всего 13 человек), которые были представлены к присвоению и удостоены звания Героя Советского Союза незаконно (незаслуженно) и Указ о присвоении звания по которым был отменён в виду его необоснованности.
В заключительную часть включены лица, лишённые и впоследствии восстановленные в звании Героя Советского Союза.
Список содержит информацию о фамилии, имени, отчестве, дате Указов, годах жизни, причинах лишения звания.
- Серым цветом в списках выделены расстрелянные (всего 16 человек) .

## Список лиц, лишённых звания Героя Советского Союза
| № п/п | Фамилия Имя Отчество                                            | Даты жизни            | Дата Указа (присв.) | Дата Указа (лиш.) | Причины | Стр. на сайте «Герои страны» |
| ----- | --------------------------------------------------------------- | --------------------- | ------------------- | ----------------- | --- | ---------------------------- |
| 1     | Александров Виктор Васильевич                                   | 1924-07.06.1978       | 24.03.1945          | 05.03.1955        | Причина лишения звания не установлена. | 23335                        |
| 2     | Аникович Василий Трофимович                                     | 05.01.1923-18.04.1993 | 06.04.1945          | 03.03.1950        | В августе 1949 года осуждён по ст. 214 УК Белорусской ССР (умышленное убийство) на 6 лет лишения свободы. | 12713                        |
| 3     | Антилевский Бронислав Романович                                 | 00.07.1916-29.11.1946 | 07.04.1940          | 12.07.1950        | Добровольно вступил и участвовал в деятельности Русской освободительной армии. 25 июля 1946 года Военным трибуналом Московского военного округа на основании ст. 58—1"б" УК РСФСР (измена Родине) приговорён к высшей мере наказания. Расстрелян. | 4117                         |
| 4     | Антонов Георгий Семёнович                                       | 05.03.1916-?          | 24.03.1945          | 03.06.1950        | 26 мая 1949 года вместе с австрийской гражданкой бежал из района дислокации своей части в американский сектор Вены (Австрия). Осуждён заочно 7 сентября 1949 года за измену Родине и приговорён к 25 годам лишения свободы. | 4175                         |
| 5     | Арсеньев Николай Иванович                                       | 02.11.1922-22.10.1975 | 19.03.1944          | 24.11.1962        | 31 июля 1962 года осуждён Военной коллегией Верховного Суда СССР по ст.91 ч.3 (растрата), ст.151 ч.1 (получение незаконного вознаграждения от граждан) и ст.249 п."а" (злоупотребление властью) УК Белорусской ССР на 8 лет лишения свободы с конфискацией имущества. | 6675                         |
| 6     | Артамонов Николай Фролович                                      | 23.09.1923-08.02.1977 | 13.09.1944          | 30.10.1950        | 30 декабря 1949 года Московским областным судом за совершение уголовного преступления (изнасилование) был осуждён на 18 лет лишения свободы. К этому времени уже имел две судимости (в 1947 и 1948 году). | 13856                        |
| 7     | Банных Владимир Андреевич (Банных Всеволод Андреевич)           | 1905-11.03.1962       | 22.02.1944          | 17.08.1951        | 17 апреля 1948 года осуждён народным судом 2-го участка Сысертского района по ст.1 ч.2 Указа Президиума Верховного совета СССР от 7 апреля 1947 года «Об усилении охраны личной собственности граждан» за кражу на 6 лет лишения свободы. | 15130                        |
| 8     | Быкасов Андрей Иванович (Бикасов Андрей Иванович)               | 19.12.1923-21.04.1997 | 10.01.1944          | 18.01.1952        | 6 июля 1951 года народным судом 5-го участка города Бийска осуждён по ст.136 п. А УК РСФСР (убийство из ревности) на 7 лет лишения свободы. | 19525                        |
| 9     | Бычков Семён Трофимович                                         | 15.05.1918-04.11.1946 | 02.09.1943          | 21.03.1947        | Добровольно вступил и участвовал в деятельности Русской освободительной армии.24 августа 1946 года Военным трибуналом Московского военного округа на основании ст. 58—1"б" УК РСФСР (измена Родине) приговорён к высшей мере наказания. Расстрелян. | 4042                         |
| 10    | Ванин Василий Павлович                                          | 1912-?                | 10.01.1944          | 04.07.1949        | Совершил кражу оружия у сотрудника милиции, несколько грабежей прохожих, изнасилование. 9 марта 1948 года народным судом 1-го участка Сталинского района города Сталинграда по совокупности статей осуждён на 10 лет лишения свободы. | 15373                        |
| 11    | Варенцов Сергей Сергеевич                                       | 02.09.1901-01.03.1971 | 29.05.1945          | 12.03.1963        | По делу Олега Пеньковского, без обвинительного заключения и судебного решения, с формулировкой «…за притупление политической бдительности и недостойные поступки…». | 4029                         |
| 12    | Воробьёв Николай Андреевич                                      | 20.05.1916-01.05.1956 | 14.06.1942          | 13.07.1954        | 30 октября 1952 года военным трибуналом Черноморского флота осуждён на основании ч.2 Указа Президиума Верховного Совета Союза ССР от 4 января 1949 года «Об усилении уголовной ответственности за изнасилование» на 6 лет лишения свободы. | 4047                         |
| 13    | Гитман Лев Александрович (Гитман Лев Абрамович)                 | 25.03.1922-01.03.1979 | 01.11.1943          | 05.09.1960        | Был обвинён в хищении государственной собственности. По приговору Днепропетровского областного суда от 21 апреля 1959 года осуждён по ст.97 УК Украинской ССР на 10 лет лишения свободы. | 4355                         |
| 14    | Гладилин Виктор Петрович                                        | 29.08.1921-27.05.1967 | 17.10.1943          | 16.06.1962        | 6 июня 1961 года Курским городским судом осуждён по ст.103 УК РСФСР (умышленное убийство без отягчающих обстоятельств) на 10 лет лишения свободы. | 6674                         |
| 15    | Голубицкий Фёдор Антонович                                      | 1919-?                | 22.02.1944          | 21.06.1961        | Был трижды осуждён к лишению свободы за совершение тяжких преступлений. (В 1950 г. на 7 лет, в 1953 г. — на 15 лет, в 1960 г. — 6 лет). | 13453                        |
| 16    | Григин Василий Филиппович                                       | 12.05.1921-1991       | 24.03.1945          | 17.02.1964        | Совершил ряд уголовных преступлений (в общей сложности десять судимостей, среди прочих — злостные хулиганства, кража, умышленное причинение менее тяжких телесных повреждений). Звания Героя был лишён только после шестой(!) судимости. | 6151                         |
| 17    | Гричук Василий Павлович                                         | 1915-?                | 20.12.1943          | 23.10.1947        | Совершил тяжкое уголовное преступление (насилие и убийство двух гражданских лиц в 1947 году). Осуждён военным трибуналом и приговорён к длительному сроку лишения свободы. | 12724                        |
| 18    | Добробабин Иван Евстафьевич (Добробаба Иван Евстафьевич)        | 21.06.1913-19.12.1996 | 21.07.1942          | 11.02.1949        | Попал в плен и добровольно поступил на службу в полицию. С июня 1943 года занимал должность начальника сельской полиции. 9 июня 1948 года военным трибуналом Киевского военного округа осуждён по ст.54-1б УК Украинской ССР (измена Родине) на 15 лет лишения свободы. | 6518                         |
| 19    | Дунаев Иван Яковлевич                                           | 25.12.1905-08.02.1975 | 24.03.1945          | 04.03.1958        | Совершил уголовное преступление (нанесение тяжких телесных повреждений двум гражданам). Осуждён и приговорён к 10 годам лишения свободы. | 13851                        |
| 20    | Золин Пётр Петрович                                             | 23.05.1922-18.08.1984 | 29.06.1945          | 25.11.1948        | 16 августа 1945 года Военным трибуналом 13-й воздушной армии осуждён за убийство из хулиганских побуждений пионервожатой на 8 лет лишения свободы. | 4550                         |
| 21    | Иванов Валентин Прокофьевич                                     | 15.08.1911-15.12.1993 | 17.10.1943          | 11.10.1963        | Совершил тяжкое уголовное преступление (убийство). Осуждён. | 6677                         |
| 22    | Иванов Сергей Сергеевич                                         | 01.09.1921-28.09.1961 | 01.07.1944          | 02.07.1952        | 18 июня 1951 года осуждён Вышневолоцким городским судом на 10 лет лишения свободы (за ограбление магазина в составе группы лиц) | 4552                         |
| 23    | Ивашкин Павел Алексеевич                                        | 1924-?                | 26.10.1943          | 07.02.1951        | Совершил разбойное нападение, затем устроил дебош. 7 февраля 1948 года Орловским областным судом осуждён по совокупности статей на 15 лет лишения свободы. | 7405                         |
| 24    | Игнатьев Импануил Никифорович                                   | 1923-20.03.1983       | 20.12.1943          | 28.12.1953        | Совершил уголовное преступление (ограбил магазин и убил сторожа). 29 октября 1949 года осуждён на 15 лет лишения свободы. | 7559                         |
| 25    | Казаков Николай Васильевич                                      | 1924-?                | 21.07.1944          | 10.10.1947        | Причина лишения звания не установлена. | 23353                        |
| 26    | Килюшек Иван Сергеевич                                          | 19.12.1923-20.04.2011 | 22.07.1944          | 06.09.1972        | Принимал участие в деятельности Украинской повстанческой армии.29 сентября 1945 года Военным трибуналом 13-й армии осуждён на 10 лет лишения свободы. | 4633                         |
| 27    | Коньков Василий Андреевич                                       | 1915-?                | 24.03.1945          | 26.04.1949        | Будучи сотрудником милиции, находясь в состоянии алкогольного опьянения, вместе с сослуживцами организовал незаконную проверку пассажиров электропоезда, отбирал у них деньги. 21 января 1948 года Военным трибуналом войск МВД Московской области осуждён по ст. 193-17 УК РСФСР (злоупотребление властью) и по Указу Президиума Верховного Совета СССР от 4 июня 1947 года «Об усилении охраны личной собственности граждан» по совокупности на 15 лет лишения свободы. | 15555                        |
| 28    | Коровин Иван Евдокимович                                        | 1903-12.07.1969       | 21.03.1940          | 26.11.1949        | Указом Президиума Верховного Совета СССР от 26 ноября 1949 года за измену Родине во время нахождения в плену Коровин был лишён всех званий и наград | 5514                         |
| 29    | Кузнецов Пётр Ефимович                                          | 15.02.1917-24.08.1976 | 10.01.1944          | 05.07.1951        | В 1947 году осуждён по ст. 138-а УК Украинской ССР (умышленное убийство) на 10 лет лишения свободы. | 13507                        |
| 30    | Кукушкин Николай Иванович                                       | 03.06.1923-06.03.1967 | 27.06.1945          | 04.11.1948        | 9 марта 1948 года Военным трибуналом 2-й воздушной армии осуждён по ч. 2 ст. 136 УК РСФСР (умышленное убийство) на 25 лет лишения свободы | 4549                         |
| 31    | Кулак Алексей Исидорович                                        | 27.03.1922-25.08.1984 | 15.05.1946          | 17.08.1990        | Служил в Первом главном управлении КГБ СССР (внешняя разведка). После смерти стало известно, что сотрудничал с ФБР США. | 5592                         |
| 32    | Кульба Николай Фёдорович (Кульба Николай Филиппович)            | 1922-?                | 20.12.1943          | 01.07.1959        | В 1947 году осуждён по ст. 162 (кража) и ст. 74 (хулиганство) УК РСФСР на 5 лет лишения свободы. 31 мая 1955 года Томским областным судом осуждён по ст. 74 ч. 1 УК РСФСР (хулиганство) и ст. 4.1 Указа Верховного Суда СССР от 4 января 1949 г. «Об усилении уголовной ответственности за изнасилование» на 10 лет лишения свободы. | 13510                        |
| 33    | Куцый Пётр Антонович                                            | 1922-?                | 29.10.1943          | 30.01.1954        | В начале войны остался на оккупированной территории и служил в немецкой полиции, участвовал в военных преступлениях. | 8406                         |
| 34    | Лев Ефим Борисович                                              | 23.10.1906-02.05.1982 | 24.03.1945          | 22.11.1961        | В октябре 1960 года осуждён по статье 119 УК РСФСР (половое сношение с лицом, не достигшим половой зрелости) на 8 лет лишения свободы. | 6780                         |
| 35    | Лелякин Михаил Яковлевич                                        | 1918-?                | 26.10.1943          | 07.07.1949        | 17 сентября 1945 года военным трибуналом Будапештского гарнизона осуждён по ст. 167 ч. 3 УК РСФСР (вооружённый разбой) на 10 лет лишения свободы. | 14028                        |
| 36    | Литвиненко Николай Владимирович                                 | 1924-?                | 23.09.1944          | 14.10.1947        | В июне 1946 года стали известны факты сотрудничества с немцами в 1941—1943 годах. В августе 1946 года арестован. Осуждён 11 октября 1946 года на 10 лет лишения свободы | 5613                         |
| 37    | Логинов Александр Николаевич                                    | 25.07.1923-28.12.2006 | 24.03.1945          | 17.12.1951        | 25 января 1950 года Днепропетровским областным судом осуждён по Указу Президиума Верховного Совета СССР от 4 июня 1947 г. «Об уголовной ответственности за хищение государственного и общественного имущества» на 15 лет лишения свободы. | 23327                        |
| 38    | Локтионов Николай Иванович (Лактионов Николай Иванович)         | 1926-?                | 27.06.1945          | 11.02.1949        | 17 декабря 1946 года осуждён военным трибуналом по ст. 167 ч.3 (вооружённый разбой), ст. 193-7в (самовольная отлучка), ст. 153 ч.2 (изнасилование) и ст. 182 ч.1 (незаконное хранение оружия) УК РСФСР и приговорён к 6 годам лишения свободы. | 23358                        |
| 39    | Лунин Борис Николаевич                                          | 22.06.1918-1994       | 01.01.1944          | 26.11.1957        | Совершил уголовные преступления будучи командиром партизанской бригады (злоупотребляя служебным положением и из-за личной заинтересованности, незаконно совершал убийства). 22 июля 1957 года Военным трибуналом Белорусского военного округа осуждён на 7 лет лишения свободы. | 6680                         |
| 40    | Лынник Василий Антонович                                        | 29.12.1918-1993       | 24.03.1945          | 22.07.1975        | Совершил уголовное преступление (хищение государственного имущества в особо крупных размерах). Осуждён на 15 лет лишения свободы. | 4140                         |
| 41    | Магдик Николай Николаевич                                       | 09.05.1907-13.09.1941 | 21.03.1940          | 20.05.1941        | 19 февраля 1941 года трибуналом Ленинградского военного округа осуждён по ст. 74 ч. 2 (злостное хулиганство), ст. 113 (дискредитирование власти) и ст. 193-10 (неявка в срок на воинскую службу) УК РСФСР на 6 лет лишения свободы. Был освобождён и направлен на фронт. Погиб в бою. | 5510                         |
| 42    | Малышев Николай Иванович                                        | 26.11.1911-13.10.1973 | 16.05.1944          | 06.05.1952        | Совершил уголовное преступление (убийство, либо соучастие в убийстве своего 12-летнего сына). 8 сентября 1951 года осуждён Крымским областным судом на 10 лет лишения свободы. | 4060                         |
| 43    | Медведев Иван Матвеевич                                         | 29.08.1921-1981       | 24.12.1943          | 01.07.1959        | За растрату денежных средств 23 апреля 1952 года народным судом Свердловского района г. Москвы осуждён по ст.4 Указа Президиума Верховного Совета СССР от 4 июня 1947 года «Об уголовной ответственности за хищение государственного и общественного имущества» на 15 лет лишения свободы. | 13558                        |
| 44    | Меснянкин Пётр Константинович (Мяснянкин Пётр Константинович)   | 20.09.1919-14.07.1993 | 30.10.1943          | 04.07.1949        | Сдался в плен немцам и сотрудничал с ними на территории временно оккупированной Курской области. По постановлению Особого совещания при Министерстве Государственной Безопасности СССР от 21 августа 1948 года признан виновным в измене Родине и осуждён на 10 лет лишения свободы. | 7773                         |
| 45    | Мироненко Иван Филиппович                                       | 1925-?                | 13.09.1944          | 25.01.1949        | 13 мая 1947 года военным трибуналом Будапештского гарнизона осуждён по ст. 167 ч. 3 УК РСФСР (вооружённый разбой) на 10 лет лишения свободы. | 15570                        |
| 46    | Морозов Александр Семёнович                                     | 1926-29.07.1991       | 31.05.1945          | 19.08.1950        | Военным трибуналом Архангельского военного округа осуждён по статьям 193-5 п.а (оскорбление насильственным действием подчиненным начальника), 193-3 (оказание сопротивления лицу, исполняющему возложенные на него обязанности по военной службе), 193-7 (самовольная отлучка) и 74 (хулиганские действия) УК РСФСР по совокупности статей на 6 лет лишения свободы. Впоследствии был неоднократно судим.                                                                 | 15605                        |
| 47    | Моцный Анатолий Андреевич                                       | 25.09.1922-01.02.1960 | 10.04.1945          | 01.07.1959        | 7 июня 1952 года осуждён по ст.80 УК Белорусской ССР (бандитизм)с применением ст.2 Указа от 26 мая 1947 года «Об отмене смертной казни» на 25 лет лишения свободы. Позднее определением Верховного Суда Белорусской ССР статья была переквалифицирована на ст.214 (умышленное убийство) и срок наказания снижен до 10 лет. | 13547                        |
| 48    | Осипенко Михаил Степанович                                      | 25.05.1923-31.03.1996 | 15.05.1946          | 10.12.1965        | Осуждён в мае 1965 года на 12 лет лишения свободы за совершение убийства. | 4543                         |
| 49    | Панферов Сергей Иванович                                        | 1922-?                | 15.01.1944          | 23.10.1947        | Совершил уголовное преступление. Осуждён. | 7923                         |
| 50    | Пасюков Владимир Алексеевич                                     | 03.10.1925-18.06.1967 | 17.11.1943          | 11.03.1949        | 18 августа 1947 года военным трибуналом Ростовского гарнизона осуждён по ст. 193-2 (неисполнение приказа), ст. 193-7 (самовольная отлучка), ст. 193 п.а (оскорбление насильственным действием подчиненным начальника) и ст. 74 ч.2 (хулиганство) УК РСФСР по совокупности статей на 7 лет лишения свободы. | 15397                        |
| 51    | Пилосьян Еген Акопович (Пилосьян Гегам Акопович)                | 13.11.1914-00.01.1991 | 28.04.1945          | 02.02.1949        | 18 июля 1946 года военным трибуналом Будапештского гарнизона осуждён по ст. 162 (кража), ст. 193-7 (самовольная отлучка), ст. 193-17 (злоупотребление властью) и ст. 174 (вымогательство) УК РСФСР на 4 года лишения свободы. В последующем был осуждён ещё четыре раза | 13791                        |
| 52    | Полоз Пётр Варнавович                                           | 01.02.1915-03.05.1963 | 10.02.1942          | 19.07.1963        | 7 декабря 1962 года осуждён Киевским областным судом по ст. 93 п. Г УК УССР (умышленное убийство) и приговорён к высшей мере наказания. Расстрелян в мае 1963 года. | 4845                         |
| 53    | Постолюк Александр Павлович (Постелюк Александр Павлович)       | 20.10.1920-26.10.1982 | 30.10.1943          | 07.02.1951        | Совершил уголовное преступление (хищение государственного имущества). Осуждён. В последующем был осуждён ещё три раза | 13868                        |
| 54    | Рыхлин Николай Владиславович                                    | 17.05.1917-00.03.1989 | 24.05.1943          | 09.08.1977        | В 1950 году осуждён за хищение государственного имущества на 15 лет лишения свободы. 18 января 1977 года Заводским народным судом города Грозный осуждён по ч. 2 ст. 108 УК РСФСР (нанесение тяжких телесных повреждений, повлекших смерть потерпевшего) на 12 лет лишения свободы. | 4124                         |
| 55    | Саломахин Николай Феоктистович (Соломахин Николай Феоктистович) | 16.12.1921-16.12.1985 | 17.11.1943          | 23.10.1947        | 29 мая 1944 года за совершение убийства осуждён военным трибуналом 8-й отдельной запасной стрелковой бригады по статьям 206-7 п «а», 69 ч. 2, 70 ч. 3 и 10 УК УССР на 10 лет лишения свободы. В марте 1945 года был освобожден и направлен на фронт рядовым. 12 октября 1945 года военным трибуналом 143-й стрелковой дивизии осужден по ст. 153 ч. 2 УК РСФСР (изнасилование) на 6 лет лишения свободы.                                                                  | 15682                        |
| 56    | Северилов Николай Семёнович                                     | 05.01.1923-30.08.1988 | 29.06.1945          | 19.07.1963        | В 1963 году был осуждён по ст. 119 УК РСФСР (половое сношение с лицом, не достигшим половой зрелости). | 12703                        |
| 57    | Серов Иван Александрович                                        | 25.08.1905-01.07.1990 | 29.05.1945          | 12.03.1963        | По делу Олега Пеньковского, без обвинительного заключения и судебного решения, с формулировкой «…за притупление политической бдительности и недостойные поступки…». | 4032                         |
| 58    | Сидоренко Егор Егорович                                         | 26.06.1920-21.01.2004 | 13.09.1944          | 05.07.1951        | В 1942—1943 годах находясь на оккупированной территории служил у немцев в вооружённой охране. | 22283                        |
| 59    | Синьков Анатолий Иванович                                       | 23.04.1915-21.06.1981 | 13.04.1944          | 26.10.1948        | 27 декабря 1945 г. осуждён военным трибуналом 9-й воздушной армии по ст. 153 ч. 1 (изнасилование), ст. 154 (понуждение женщины к вступлению в половую связь) и 193-28 (грабёж) УК РСФСР на 7 лет лишения свободы. Вторично осуждён 16 мая 1957 г. народным судом 1-го участка Первомайского района Москвы по ст. 2 Указа от 4 июня 1947 г. и ст. 109 УК РСФСР (за присвоение государственных средств и злоупотребление служебным положением) на 10 лет лишения свободы.   | 4843                         |
| 60    | Скидин Николай Алексеевич                                       | 03.05.1919-31.03.1999 | 31.05.1945          | 01.08.1950        | С 1947 года в составе группы совершил ряд ограблений. Осуждён на 25 лет лишения свободы. | 13918                        |
| 61    | Станев Анатолий Григорьевич                                     | 1921-1953             | 13.09.1944          | 25.11.1948        | Совершил уголовное преступление. Осуждён. | 11164                        |
| 62    | Тяхе Эдуард Юганович (Тяхэ Эдуард Романович)                    | 29.03.1922-18.07.2004 | 24.03.1945          | 02.01.1952        | 31 декабря 1950 года совершил убийство жены на почве ревности. 13 апреля 1951 года осуждён на 11 лет лишения свободы. | 14900                        |
| 63    | Чеботков Михаил Андреевич                                       | 1925-?                | 20.12.1943          | 26.06.1952        | 8 января 1947 года осужден Народным судом Колушкинского района Ростовской области по ст. 153 ч. 1 («изнасилование») и ст. 139 («убийство по неосторожности») УК РСФСР на 3 года лишения свободы. | 15354                        |
| 64    | Черногорюк Эдин Владимирович (Шнекенбургер Эдуард Густавович)   | 10.09.1924-14.05.1995 | 17.11.1943          | 14.09.1949        | С октября 1941 до марта 1943 года находился на оккупированной территории. В августе 1946 года арестован. 6 декабря 1947 года Постановлением Особого совещания при МГБ СССР осуждён по ст.58-1а УК РСФСР (измена Родине) на 10 лет лишения свободы. | 21796                        |
| 65    | Черногубов Алексей Александрович                                | 14.08.1924-14.09.1999 | 10.01.1944          | 3.09.1968         | В 1967 году осуждён по ст. 103 УК РСФСР (умышленное убийство без отягчающих обстоятельств) на 7 лет лишения свободы. | 6673                         |
| 66    | Чижиков Пётр Васильевич                                         | 06.09.1921-?          | 16.05.1944          | 13.09.1957        | В декабре 1948 года Краснодарским краевым осуждён по ст. 2 Указа Президиума Верховного Совета СССР от 4 июня 1947 г. «Об уголовной ответственности за хищение государственного и общественного имущества» и по ст. 169 ч.1 УК РСФСР (мошенничество) на 20 лет лишения свободы. В последующем был осуждён в 1957 году на 6 лет за хищение государственного имущества и в 1961 году на 5 лет за кражу личного имущества.                                                    | 23382                        |
| 67    | Чирков Григорий Григорьевич                                     | 31.01.1920-18.02.1973 | 13.09.1944          | 05.03.1954        | 20 августа 1953 года Вольским городским судом осужден на основании пункта «а» статьи 136 УК РСФСР (умышленное убийство, совершенное из корысти, ревности (если она не подходит под признаки ст.138) и других низменных побуждений), на 10 лет лишения свободы. | 23352                        |
| 68    | Шаповалов Александр Семёнович                                   | 1924-?                | 10.01.1944          | 31.12.1948        | 16 октября 1946 года трибуналом 22-й механизированной дивизии был осужден по ст. 167 ч.3 (вооружённый разбой), ст. 74 ч.2 (хулиганство), и ст. 143 ч.1 (лёгкое телесное повреждение) УК РСФСР на 7 лет лишения свободы. | 15567                        |
| 69    | Шилков Александр Анфимович                                      | 27.12.1915-09.04.1972 | 22.07.1944          | 19.01.1961        | 10 сентября 1960 года военным трибуналом Черноморского флота осуждён за изнасилование на 10 лет лишения свободы | 4422                         |
| 70    | Штода Дмитрий Макарович                                         | 01.05.1919-21.06.2001 | 24.03.1945          | 03.03.1950        | 15 сентября 1945 года военным трибуналом Проскуровского гарнизона осуждён по ст.70 ч. 3 УК Украинской ССР на 10 лет лишения свободы. | 15571                        |
| 71    | Юсупов Владимир Савельевич                                      | 1925-?                | 19.03.1944          | 17.11.1948        | В декабре 1945 года военным трибуналом Бухарестского гарнизона осуждён по ст.136 п.а УК РСФСР (убийство из ревности). | 23705                        |
| 72    | Яшин Василий Андреевич                                          | 1921-1973             | 17.10.1943          | 30.10.1950        | В сентябре 1949 года осужден судебным участком Кунцевским района города Москвы на 17 лет лишения свободы, по ст.2 ч.2 Указа от 4 июня 1947 года «Об усилении охраны личной собственности граждан» — разбой, соединенный с насилием, опасным для жизни и здоровья потерпевшего. | 15045                        |

## Список лиц, по которым Указ о присвоении звания Героя Советского Союза отменён
| № п/п | Фамилия Имя Отчество                                                   | Даты жизни            | Дата Указа (присвоение) | Дата Указа (отмена) | Примечание                            | Источники                   | Причина отмены награждения | Страница на сайте «Герои Страны» |
| ----- | ---------------------------------------------------------------------- | --------------------- | ----------------------- | ------------------- | ------------------------------------- | --------------------------- | --- | -------------------------------- |
| 1     | Балеста Фёдор Захарович                                                | 1916-22.11.1944       | 22.02.1943              | 05.11.1962          | Медаль «Золотая Звезда» не вручалась  | [ 8 ]                       | Награждён посмертно, позже выяснилось, что выжил и попал в плен. | 21778                            |
| 2     | Бобылёв Владимир Сергеевич                                             | 1926-?                | 24.03.1945              | 05.11.1969          | Медаль «Золотая Звезда» не вручалась? | [ 9 ]                       | Награждён посмертно, позже выяснилось, что выжил и попал в плен. | 23350                            |
| 3     | Вершинин Георгий Павлович                                              | 30.01.1922-01.01.1966 | 31.03.1943              | 30.12.1945          | Медаль «Золотая Звезда» не вручалась  | [ 10 ]                      | Награждён посмертно, позже выяснилось, что добровольно сдался в плен и служил в немецкой армии. Осуждён 6 июля 1945 года военным трибуналом войск НКВД Мурманской области по статье 58-1б (измена Родине) УК РСФСР на 10 лет лишения свободы. | 13829                            |
| 4     | Карабаев Тишебай (Карабаев Тишенбай)                                   | 1920-?                | 24.03.1945              | 28.06.1952          | Медаль «Золотая Звезда» не вручалась  | [ 11 ]                      | Награждён посмертно, позже выяснилось, что сдался в плен. Служил в Туркестанском легионе СС. | 23702                            |
| 5     | Кравченко Антон Дмитриевич                                             | 1916-28.10.1943       | 26.10.1943              | 18.09.1957          | Медаль «Золотая Звезда» не вручалась  | [ 6 ]                       | Не установлена. | 26179                            |
| 6     | Лашко Алексей Степанович                                               | 23.04.1918-16.06.1992 | 15.05.1946              | 22.07.1950          | Медаль «Золотая Звезда» не вручалась  | [ 6 ]                       | В 1942—1943 годах служил в полиции на оккупированной противником территории. Несмотря на то, что подвиг был совершён после этого, местными партийными органами было возбуждено ходатайство об отмене присвоения звания.                       | 15600                            |
| 7     | Мишустин Семён Константинович                                          | 1904-?                | 23.10.1943              | 12.11.1959          | Медаль «Золотая Звезда» не вручалась  | [ 12 ]                      | В форсировании Днепра участия не принимал. | 23851                            |
| 8     | Наумкин Иван Васильевич                                                | 26.09.1912-23.11.1980 | 23.10.1943              | 11.09.1944          | Медаль «Золотая Звезда» № 2256        | [ 13 ]                      | На основании Приказа № 1070 от 20 июня 1944 г. по войскам 1-го Украинского фронта. Медаль «Золотая Звезда» и орден Ленина были изъяты и возвращены в Президиум Верховного Совета СССР.                                                        | 9755                             |
| 9     | Пулатов Камал (Пулатов Камала)                                         | 1918-?                | 21.04.1943              | 14.10.1947          | Медаль «Золотая Звезда» не вручалась  | [ 14 ]                      | Награждён посмертно, позже выяснилось, что выжил и попал в плен. | 23363                            |
| 10    | Пургин Валентин Петрович (настоящие ФИО — Голубенко Владимир Петрович) | 1914-05.11.1940       | 21.04.1940              | 20.07.1940          | Медаль «Золотая Звезда» не вручалась  | [ 15 ] [ 16 ] [ 17 ] [ 18 ] | Являлся аферистом; звание Героя СССР и другие награды получил мошенническим путём (подделка документов). Был осуждён и расстрелян. | 14962                            |
| 11    | Сокол Григорий Емельянович                                             | 24.03.1924-03.09.1999 | 10.01.1944              | 14.10.1947          | Медаль «Золотая Звезда» № 6685        | [ 19 ]                      | Награждён посмертно, позже выяснилось, что попал в плен. | 13997                            |
| 12    | Сокол Емельян Лукич                                                    | 30.07.1904-22.11.1983 | 10.01.1944              | 14.10.1947          | Медаль «Золотая Звезда» № 8155        | [ 20 ]                      | Награждён посмертно, позже выяснилось, что попал в плен. | 13998                            |
| 13    | Токарев Николай Данилович                                              | 19.12.1915-24.07.1978 | 23.10.1943              | 11.09.1944          | Медаль «Золотая Звезда» № 2544        | [ 21 ]                      | На основании Приказа № 1070 от 20 июня 1944 г. по войскам 1-го Украинского фронта. Медаль «Золотая Звезда» и орден Ленина были изъяты и возвращены в Президиум Верховного Совета СССР.                                                        | 14011                            |

## Список лиц, лишённых, но впоследствии восстановленных в звании Героя Советского Союза
| № п/п | Фамилия Имя Отчество              | Даты жизни            | Дата Указа (присв.)   | Дата Указа (лиш.) | Дата Указа (восст.) | Причины | Стр. на сайте «Герои Страны» |
| ----- | --------------------------------- | --------------------- | --------------------- | ----------------- | ------------------- | --- | ---------------------------- |
| 1     | Агиенко Виктор Трофимович         | 07.01.1920-11.09.1997 | 20.12.1943            | 11.01.1949        | 31.05.1976          | 9 апреля 1946 года Военным трибуналом Полтавского гарнизона осуждён на 5 лет лишения свободы за хулиганство. (Вместе с ГСС Мозговым И. О.) | 11056                        |
| 2     | Александров Николай Тимофеевич    | 09.12.1925-22.07.2001 | 10.04.1945            | 04.11.1949        | 01.11.1994          | Осуждён военным трибуналом к 15 годам лишения свободы за хищение трофейного оружия со склада. | 2862                         |
| 3     | Андрусенко Валентин Кузьмич       | 08.03.1919-22.03.1979 | 06.03.1945            | 31.12.1948        | 07.04.1971          | Причины лишения звания неизвестны. | 3968                         |
| 4     | Антонов Николай Григорьевич       | 21.05.1924-16.01.2007 | 27.06.1945            | 11.02.1949        | 30.12.1967          | 17 декабря 1946 года осуждён военным трибуналом 3-й гв. танковой дивизии по ст. 167 ч.3 (разбой) и ст. 193-17 п. «а» УК РСФСР (мародёрство) на 8 лет лишения свободы. | 3276                         |
| 5     | Афанасьев Никифор Самсонович      | 28.06.1910-06.12.1980 | 03.06.1944            | 28.03.1950        | 18.12.1970          | Указом Верховного Совета СССР от 28.03.1950 был лишён звания Героя Советского Союза за растрату колхозных денег | 8215                         |
| 6     | Бакланов Леонид Владимирович      | 13.03.1924-12.06.2001 | 23.09.1944            | 12.08.1950        | 10.12.1990          | 13 сентября 1949 года Днепропетровским областным судом осуждён по ст. 2 Указа Президиума ВС СССР от 4 июня 1947 года, по ст. 56-17 УК УССР (бандитизм), по ст. 70 ч. 2 того же УК (злостное хулиганство) на 20 лет лишения свободы с поражением прав на 5 лет. | 3301                         |
| 7     | Блинов, Алексей Павлович          | 18.03.1918-08.01.1982 | 23.02.1948            | 25.05.1956        | 30.01.1974          | 29 октября 1955 года военным трибуналом Московского округа ПВО осуждён на 7 лет лишения свободы за изнасилование. | 10749                        |
| 8     | Брайко Пётр Евсеевич              | 09.09.1919-07.04.2018 | 07.08.1944            | 04.05.1951        | 02.01.1954          | Арестован 18 сентября 1948 года. 25 мая 1949 года осуждён Особым совещанием при МГБ СССР по ст. 58-10, ч. I (шпионаж) УК РСФСР на 10 лет лишения свободы. Реабилитирован 24 октября 1953 года. | 1567                         |
| 9     | Буршик Иосиф                      | 11.09.1911-30.06.2002 | 21.12.1943            | 1969              | 06.05.1992          | 11 ноября 1949 года арестован по обвинению в антикоммунистической пропаганде. Осуждён 7 марта 1950 года на 10 лет «за измену Родине». Реабилитирован в 1990 году. | 12839                        |
| 10    | Васильев Михаил Павлович          | 02.10.1922-23.03.1998 | 31.05.1945            | 23.08.1948        | 04.09.1972          | 8 января 1948 года осужден военным трибуналом на 8 лет лишения свободы с лишением воинского звания. | 4342                         |
| 11    | Герасимов Филипп Филиппович       | 19.12.1921-04.11.1991 | 14.06.1942            | 04.11.1948        | 30.09.1965          | 4 апреля 1946 года Военным трибуналом ВВС Северо-Балтийского флота осуждён по ст. 193-5 УК РСФСР (оскорбление подчинённым начальника) на 5 лет лишения свободы. | 6196                         |
| 12    | Гордов Василий Николаевич         | 12.12.1896-24.08.1950 | 06.04.1945            | 29.05.1951        | 05.07.1960          | Арестован 12 января 1947 года. Приговорён к расстрелу по приговору Военной коллегии Верховного Суда СССР от 24 августа 1950 года по статьям 58-11 (создание контрреволюционной организации), 58-1б (покушение на измену Родине), 58-8 (покушение на совершение террористического акта в отношении руководителей СССР). Приговор приведён в исполнение в тот же день. Реабилитирован 11 апреля 1956 года. | 1027                         |
| 13    | Грабский Михаил Исаакович         | 03.04.1923-03.08.2007 | 10.01.1944            | 14.04.1983        | 02.12.1995          | В 1982 году эмигрировал на постоянное место жительства в США. Руководство страны расценило отъезд М. И. Грабского как предательство. | 4139                         |
| 14    | Давидович Николай Петрович        | 15.08.1919-06.05.1993 | 29.10.1943            | 23.11.1953        | 02.12.1979          | Причины лишения звания неизвестны. | 4505                         |
| 15    | Дачиев Хансултан Чапаевич         | 12.12.1922-00.05.2001 | 15.01.1944            | 24.05.1955        | 21.08.1985          | В 1952 году написал Лаврентию Берии письмо с просьбой реабилитировать чеченский народ, после чего был арестован и обвинен в растрате. Осужден на 20 лет, впоследствии помилован. | 4396                         |
| 16    | Дорофеев Александр Петрович       | 25.08.1895-25.02.1971 | 19.03.1944            | 03.09.1952        | 23.05.1955          | Арестован 19 января 1948 года. Осуждён 27 марта 1952 года к длительному сроку лишения свободы. 4 сентября 1954 года был освобождён. Постановлением Пленума Верховного Суда СССР от 8 апреля 1955 года уголовное дело в его отношении было прекращено, а сам он полностью реабилитирован. | 2702                         |
| 17    | Евтушенко Никифор Тимофеевич      | 07.02.1917-05.09.2002 | 19.09.1944            | 25.11.1957        | 23.01.1969          | Арестован и уволен из рядов органов внутренних дел по дискредитирующим обстоятельствам. | 13728                        |
| 18    | Ефимов Пётр Иванович              | 25.06.1920-22.09.1974 | 27.06.1945            | 26.06.1952        | 12.04.1967          | Лишён звания с формулировкой за «совершение поступков, не соответствующих высокому званию Героя». | 13746                        |
| 19    | Иванов Александр Иванович         | 09.03.1923-05.09.1989 | 23.02.1945            | 17.11.1964        | 19.01.1979          | Причины лишения звания неизвестны. | 8195                         |
| 20    | Иванов Иван Иванович              | 28.01.1897-08.07.1968 | 30.10.1943            | 02.10.1952        | 14.08.1953          | 2 октября 1952 года осужден Военной Коллегией Верховного суда СССР по статье 58-10 ч.1 УК РСФСР (антисоветская агитация и пропаганда) на 10 лет лишения свободы. Реабилитирован. | 8320                         |
| 21    | Ильченко Виктор Лукьянович        | 20.09.1922-14.11.1949 | 29.06.1945            | 05.07.1948        | 1961                | 21 января 1946 года военным трибуналом 1-й воздушной армии осуждён за хулиганство и нанесение тяжких телесных повреждений на 4 года лишения свободы. Умер в заключении. Реабилитирован посмертно. | 11476                        |
| 22    | Кондратьев Иван Петрович          | 15.12.1922-09.07.1996 | 24.04.1944            | 06.04.1963        | 20.03.1984          | Работал снабженцем. Весной 1963 года приговорён к 3 годам колонии общего режима за выявленную недостачу. | 8640                         |
| 23    | Коптилов Григорий Александрович   | 20.09.1917-16.03.2000 | 13.11.1943            | 28.08.1950        | 23.09.1965          | Осуждён за антисоветскую агитацию. | 3643                         |
| 24    | Косса Михаил Ильич                | 20.10.1921-20.04.1950 | 15.05.1946            | 07.02.1951        | 01.06.1966          | 26 сентября 1949 года ему было предъявлено обвинение в измене Родине. Военная коллегия Верховного Суда СССР 20 апреля 1950 года приговорила бывшего майора Михаила Коссу к высшей мере наказания. Приговор обжалованию не подлежал и был приведён в исполнение в тот же день. Реабилитирован посмертно. | 2386                         |
| 25    | Крюков Владимир Викторович        | 15.07.1897-16.08.1959 | 06.04.1945            | 29.02.1952        | 14.08.1953          | Арестован 18 сентября 1948 года. 2 ноября 1951 года осуждён Военной коллегией Верховного суда СССР по ст. 58-10 ч. 1 УК РСФСР (антисоветская агитация и пропаганда) и Закону от 7 августа 1932 года на 25 лет лишения свободы. Реабилитирован в июле 1953 года. | 1841                         |
| 26    | Кудряшов Николай Петрович         | 07.04.1922-23.03.1973 | 10.01.1944            | 02.01.1953        | 24.10.2013          | В 1952 году был осуждён за хулиганские действия, умышленное причинение лёгкого телесного повреждения и незаконное хранение огнестрельного оружия. Восстановлен посмертно. | 13014                        |
| 27    | Кулик Григорий Иванович           | 09.11.1890-24.08.1950 | 21.03.1940            | 19.02.1942        | 28.09.1957          | 16 февраля 1942 года Специальным присутствием Верховного Суда СССР Маршал Советского Союза Кулик Г. И. был признан виновным по статье 193-21 п. «б» Уголовного Кодекса РСФСР в воинском должностном преступлении, а именно, что он в ноябре 1941 года являясь уполномоченным Ставки Верховного Главнокомандования на Керченском направлении, вопреки приказу Ставки, отдал войскам распоряжение об оставлении города Керчи. В послевоенное время был арестован 11 января 1947 года. Приговорён к расстрелу по приговору Военной коллегии Верховного Суда СССР от 24 августа 1950 года по статьям 58-11 (создание контрреволюционной организации), 58-1б (покушение на измену Родине), 58-8 (покушение на совершение террористического акта в отношении руководителей СССР). Приговор приведён в исполнение в тот же день. Реабилитирован 11 апреля 1956 года. | 1512                         |
| 28    | Кунижев Замахшяри Османович       | 05.12.1916-08.04.1992 | 11.04.1940            | 08.03.1950        | 02.08.1972          | В 1944 году был арестован по обвинению в измене Родине (за пребывание на оккупированной территории). 23 августа 1944 года осужден на 10 лет лишения свободы. Реабилитирован 29 ноября 1971 года. | 5364                         |
| 29    | Лазаренко Василий Григорьевич     | 20.09.1920-21.04.1975 | 25.10.1943            | 06.03.1953        | 21.09.1966          | Причины лишения звания неизвестны. | 6622                         |
| 30    | Лебедев Константин Константинович | 29.07.1914-26.02.1985 | 01.11.1943            | 07.02.1951        | 22.08.1955          | В октябре 1947 года был арестован. В декабре 1948 года осужден Военным трибуналом Прикарпатского военного округа по ст. 29 УК УССР (хищение денежных средств) на 10 лет лишения свободы. | 15799                        |
| 31    | Лепёхин Гавриил Васильевич        | 25.03.1917-02.05.1990 | 31.12.1942            | 30.04.1947        | 22.01.1957          | В 1946 году осуждён на 10 лет лишения свободы за «пребывание в плену и выдачу врагу военной тайны». Реабилитирован в 1956 году. | 6089                         |
| 32    | Макаренко Тимофей Титович         | 02.01.1902-09.09.1972 | 26.08.1944            | 10.10.1949        | 1964                | В 1948 году осуждён на 5 лет лишения свободы по статьям 70 ч. 2 и 97 УК УССР. Реабилитирован в 1964 году. | 8736                         |
| 33    | Максимов Георгий Иванович         | 27.08.1918-11.08.1980 | 03.06.1944            | 17.11.1964        | ?                   | Причины лишения звания неизвестны. | 21446                        |
| 34    | Маргулис Давид Львович            | 23.03.1914-15.11.1993 | 15.01.1940            | 28.12.1950        | после 1955          | Арестован в сентябре 1949 года. 25 февраля 1950 года Особым совещанием при МГБ СССР осуждён по ст. 58-10 ч.1 УК РСФСР (антисоветская агитация и пропаганда) на 8 лет лишения свободы. Реабилитирован. | 3370                         |
| 35    | Мери Арнольд Константинович       | 01.07.1919-23.03.2009 | 15.08.1941            | 05.08.1952        | 1956                | В конце 1951 года исключён из рядов ВКП(б) и отчислен из ВПШ. Осуждён не был. Реабилитирован в 1956 году. | 1111                         |
| 36    | Меркушев Василий Афанасьевич      | 25.04.1910-20.08.1974 | 02.09.1943            | 09.05.1950        | 04.05.1955          | Арестован 22 февраля 1949 года. 3 сентября 1949 года Особым совещанием при МГБ СССР осуждён по ст.58-1 п. «б» (контрреволюционная деятельность) УК РСФСР на 10 лет лишения свободы. 31 мая 1954 года дело прекращено. Реабилитирован 23 октября 2002 года. | 2651                         |
| 37    | Мозговой Иван Остапович           | 14.10.1923-27.11.2004 | 24.03.1945            | 11.01.1949        | 1956                | 9 апреля 1946 года Военным трибуналом Полтавского гарнизона осуждён на 5 лет лишения свободы за хулиганство. (Вместе с ГСС Агиенко В. Т.) | 7131                         |
| 38    | Морозов Владимир Денисович        | 30.08.1918-31.10.1988 | 31.05.1945            | 1948              | 26.03.1954          | Арестован 31.12.1947 года. 8 апреля 1948 года Особым совещанием при МГБ СССР осуждён по ст. 58-10 ч.1 УК РСФСР (антисоветская агитация и пропаганда) на 8 лет лишения свободы. Реабилитирован 3 февраля 1954 года. | 14515                        |
| 39    | Нестеренко Павел Антонович        | 15.07.1912-06.05.1981 | 31.05.1945            | 09.05.1950        | 21.01.1969          | В августе 1949 года осужден за убийство на 6 лет лишения свободы. | 14375                        |
| 40    | Новиков Александр Александрович   | 19.11.1900-03.12.1976 | 17.04.1945 08.09.1945 | 20.05.1946        | 13.06.1953          | 11 мая 1946 года Военной коллегией Верховного суда СССР осужден на 5 лет лишения свободы по статье 193-17 п. «а» УК РСФСР. Освобождён 12 февраля 1952 года. 12 июня 1953 года реабилитирован. | 337                          |
| 41    | Павлов Дмитрий Григорьевич        | 04.11.1897-22.07.1941 | 21.06.1937            | 21.03.1947        | 25.11.1965          | 22 июля 1941 года Военной коллегией Верховного суда СССР осуждён по ст. 193-17 п.б (халатность) и ст .193-20 п.б (неисполнение должностных обязанностей) УК РСФСР и приговорён к расстрелу. Приговор приведён в исполнение в тот же день. Реабилитирован 31 июля 1957 года. | 1000                         |
| 42    | Примакин Иван Васильевич          | 08.11.1923-08.11.1982 | 29.06.1945            | 02.02.1949        | 03.01.1962          | В 1947 году Военным Трибуналом Вологодского гарнизона осуждён по ст. 116 ч. 2 (растрата), ст. 193-7 (самовольная отлучка) УК РСФСР и ст.1 ч.2 Указа Президиума Верховного Совета СССР от 4 июня 1947 года «Об усилении охраны личной собственности граждан» на 7 лет лишения свободы. | 2121                         |
| 43    | Проскуров Иван Иосифович          | 18.02.1907-28.10.1941 | 21.06.1937            | 21.03.1947        | 17.01.1956          | Арестован 27 июня 1941 года. Расстрелян без суда, на основании письменного распоряжения Народного комиссара внутренних дел СССР Л. П. Берия 28 октября 1941 года. Реабилитирован 15 мая 1954 года. | 1022                         |
| 44    | Птухин Евгений Саввич             | 03.03.1902-23.02.1942 | 21.03.1940            | 15.05.1943        | 22.05.1965          | Арестован 27 июня 1941 года. 13 февраля 1942 года осужден Особым совещанием при наркоме внутренних дел СССР. Расстрелян 23 февраля 1942 года. Реабилитирован 6 октября 1954 года. | 1318                         |
| 45    | Пумпур Пётр Иванович              | 25.04.1900-23.02.1942 | 04.07.1937            | 09.06.1941        | 17.11.1965          | Арестован 31 мая 1941 года. 13 февраля 1942 года осужден Особым совещанием при наркоме внутренних дел СССР. Расстрелян 23 февраля 1942 года. Реабилитирован 25 июня 1955 года. | 1185                         |
| 46    | Рычагов Павел Васильевич          | 02.01.1911-28.10.1941 | 31.12.1936            | 21.03.1947        | 22.04.1969          | Арестован 24 июня 1941 года. Расстрелян без суда, на основании письменного распоряжения Народного комиссара внутренних дел СССР Л. П. Берия 28 октября 1941 года. Реабилитирован 23 июля 1954 года. | 592                          |
| 47    | Смушкевич Яков Владимирович       | 14.04.1902-28.10.1941 | 21.06.1937 17.11.1939 | 21.03.1947        | 15.03.1957          | Арестован 8 июня 1941 года. Расстрелян без суда, на основании письменного распоряжения Народного комиссара внутренних дел СССР Л. П. Берия 28 октября 1941 года. Реабилитирован 25 декабря 1954 года. | 1079                         |
| 48    | Сысоев Михаил Андреевич           | 25.06.1922-21.05.2006 | 20.04.1945            | 21.08.1951        | 27.06.1975          | Арестован 25 января 1950 года. 3 марта 1950 года осуждён Особым совещанием при МГБ СССР по ст.58-1 п.б (Измена Родине) и ст.58-10 ч.1 (шпионаж) УК РСФСР на 15 лет лишения свободы. Реабилитирован 17 апреля 1975 года. | 1771                         |
| 49    | Титков Иван Филиппович            | 27.08.1912-23.0.1982  | 01.01.1944            | 23.01.1957        | 03.09.1965          | За несогласие в связи с вводом советских войск в Венгрию. | 9758                         |
| 50    | Ткачёв Макар Лукич                | 04.10.1909-07.11.1943 | 21.03.1940            | 25.01.1949        | 05.02.1960          | Расстрелян партизанами как предатель, реабилитирован посмертно. | 2218                         |
| 51    | Фролов Андрей Дмитриевич          | 24.08.1917-07.05.1984 | 24.03.1945            | 25.11.1948        | 31.08.1976          | Причины лишения звания неизвестны. | 15704                        |
| 52    | Хасаншин Мансур Рахипович         | 12.12.1923-13.04.1975 | 03.06.1944            | 31.10.1950        | 02.01.1959          | В январе 1950 года осуждён Линейным судом Ярославской железной дороги по ст. 59-8 ч. 3 (подделка билетов железнодорожного и водного транспорта) и ст. 192-а (нарушение обязательных постановлений местных органов власти) УК РСФСР на 3 года лишения свободы. | 9770                         |
| 53    | Холстов Алексей Андреевич         | 04.03.1922-04.06.1989 | 10.04.1945            | 31.08.1957        | 30.12.1967          | Осуждён на 3 года лишения свободы за проявленную халатность, повлекшую гибель 3 человек. | 11171                        |
| 54    | Хусанов Зиямат Усманович          | 09.05.1921-18.01.1986 | 22.02.1944            | 28.06.1952        | 13.02.1968          | После пребывания в плену осуждён за государственную измену, реабилитирован. | 3327                         |
| 55    | Чернец Иван Арсентьевич           | 19.01.1920-14.05.1999 | 23.02.1945            | 04.07.1947        | 30.12.1967          | 28 мая 1945 года трибуналом Приволжского военного округа осуждён на 5 лет лишения свободы за совершение изнасилования. | 9710                         |
| 56    | Шагиев Абдулла Файзурахманович    | 23.02.1907-04.05.1993 | 15.01.1944            | 02.01.1959        | 03.04.1992          | 21 августа 1956 года Чарджоуским областным судом на основании ст.2 Указа Президиума Верховного Совета ССР от 4 июня 1947 года «Об уголовной ответственности за хищение государственного и общественного имущества» осуждён на 12 лет лишения свободы. | 4301                         |
| 57    | Шахт Эрнст Генрихович             | 14.04.1904-23.02.1942 | 31.12.1936            | 1943              | 02.04.1960          | Арестован 30 мая 1941 года. 13 февраля 1942 года осужден Особым совещанием при наркоме внутренних дел СССР. Расстрелян 23 февраля 1942 года. Реабилитирован 26 ноября 1955 года. | 1056                         |
| 58    | Шебалков Андрей Георгиевич        | 30.10.1921-17.06.1980 | 24.03.1945            | 1948              | 11.11.1957          | 11 апреля 1948 года арестован и затем осуждён за «распространение писем антисоветского содержания, в которых возводил клевету на существующий в СССР государственный строй, призывал к свержению советской власти и высказывал террористические угрозы против партийно-советского актива». Реабилитирован в 1954 году. | 11980                        |
| 59    | Шевченко Владимир Илларионович    | 25.06.1908-06.01.1972 | 14.03.1938            | 25.01.1949        | 12.05.1969          | Арестован 2 февраля 1948 года. 17 мая 1948 года осуждён военным трибуналом Прибалтийского военного округа по Закону от 7 августа 1932 года «Об охране имущества государственных предприятий, колхозов и кооперации и укреплении общественной (социалистической) собственности» на 10 лет лишения свободы с поражением в правах на 5 лет и с конфискацией имущества. Реабилитирован 26 февраля 1969 года. | 1909                         |
| 60    | Штерн Григорий Михайлович         | 06.08.1900-28.10.1941 | 29.08.1939            | 21.03.1947        | 02.01.1959          | Арестован 7 июня 1941 года. Расстрелян без суда, на основании письменного распоряжения Народного комиссара внутренних дел СССР Л. П. Берия 28 октября 1941 года. Реабилитирован 25 августа 1954 года. | 2297                         |
| 61    | Щиров Сергей Сергеевич            | 06.02.1916-07.04.1956 | 13.12.1942            | 26.12.1950        | 14.04.1989          | 9 апреля 1949 года арестован по обвинению в «попытке запланированного побега за границу для дальнейшей борьбы против СССР». 12 ноября 1949 года Особым совещанием при МГБ СССР осуждён на 25 лет лишения свободы. Реабилитирован 30 сентября 1988 года. | 1569                         |

## Список лиц, Указы на которых были отменены, но впоследствии восстановленных в звании Героя Советского Союза
| № п/п | Фамилия Имя Отчество         | Даты жизни            | Дата Указа (присв.) | Дата Указа (отмена) | Дата Указа (восст.) | Причины                                                                                                 | Стр. на сайте «Герои Страны» |
| ----- | ---------------------------- | --------------------- | ------------------- | ------------------- | ------------------- | --- | ---------------------------- |
| 1     | Кривец Александр Елисеевич   | 13.09.1919-27.01.1992 | 04.01.1944          | 28.02.1980          | 16.07.1991          | Указ отменён в связи с присвоением несовершённых подвигов и преувеличением своих заслуг во время войны. | 3736                         |
| 2     | Сапрыкин Владимир Алексеевич | 24.08.1916-24.04.1990 | 03.06.1944          | 25.08.1977          | 04.12.1991          | Указ отменён в связи с нахождением в плену. Восстановлен посмертно.                                     | 2396                         |